# Sept de trèfle
Pour l’article homonyme, voir Le Sept de trèfle.
Le sept de trèfle (7♣) est une des cartes à jouer traditionnelles en Occident. Elle apparaît dans les jeux de 32 cartes et de 52 cartes et dans certains jeux de tarot. Il s'agit d'une valeur dont l'enseigne est le trèfle. C'est donc d'une carte de couleur noire.

## Symbole Unicode
Le sept de trèfle fait l'objet d'un encodage Unicode :
- U+1F0D7 🃗 playing card seven of clubs (HTML : &#127191;)